# (1755) Lorbach
(1755) Lorbach es un asteroide perteneciente al cinturón de asteroides descubierto por Margueritte Laugier desde el Observatorio de Niza, Francia, el 8 de noviembre de 1936.

## Designación y nombre
Lorbach recibió al principio la designación de 1936 VD.
Más tarde se nombró en honor de la astrónoma estadounidense Anne Lorbach Herget (1917-2000).

## Características orbitales
Lorbach orbita a una distancia media del Sol de 3,09 ua, pudiendo acercarse hasta 2,941 ua y alejarse hasta 3,24 ua. Tiene una inclinación orbital de 10,71° y una excentricidad de 0,04848. Emplea en completar una órbita alrededor del Sol 1984 días.